# Megan Imrie
Megan Imrie (ur. 14 lutego 1986 r. w Falcon Lake) – kanadyjska biathlonistka. Zadebiutowała w biathlonie w rozgrywkach juniorskich w roku 2004.
Starty w Pucharze Świata rozpoczęła zawodami w Östersund w roku 2007 zajmując 75. miejsce w sprincie. Jej najlepszy dotychczasowy wynik w Pucharze Świata to 32. miejsce w sprincie w Kontiolahti w sezonie 2009/10.
Podczas Mistrzostw świata juniorów w roku 2004 w Haute Maurienne zajęła 44. miejsce w biegu indywidualnym, 29 w sprincie oraz 43 w biegu pościgowym. Na Mistrzostwach świata w roku 2005 w Lahti zajęła 35. miejsce w biegu indywidualnym, 56 w sprincie i 8 w sztafecie. Na Mistrzostwach świata juniorów w roku 2006 w Presque Isle zajęła 40. miejsce w biegu indywidualnym, 37 w sprincie, 33 w biegu pościgowym  oraz 12 w sztafecie. Na Mistrzostwach świata juniorów w roku 2007 w Martell zajęła 10. miejsce w biegu indywidualnym, 16 w sprincie, 20 w biegu pościgowym oraz 7 w sztafecie.
Na Mistrzostwach świata w roku 2008 w Östersund zajęła 51. miejsce w biegu indywidualnym, 75 w sprincie oraz 19 w sztafecie.

## Osiągnięcia

### Zimowe igrzyska olimpijskie
| 2010 Vancouver/Whistler (Kanada)   | 62. miejsce (IN), 76. miejsce (SP), 15. miejsce (RL)                                      |
| 2014 Soczi/Krasnaja Polana (Rosja) | 30. miejsce (IN), 31. miejsce (SP), 28. miejsce (PU), 28. miejsce (MS), 12. miejsce (MS), |

### Mistrzostwa świata juniorów
- 2004 Haute Maurienne – 44. (bieg indywidualny), 29. (sprint), 43. (bieg pościgowy)
- 2005 Lahti – 35. (bieg indywidualny), 56. (sprint) 8. (sztafeta)
- 2006 Presque Isle – 40. (bieg indywidualny), 37. (sprint), 33. (bieg pościgowy), 12. (sztafeta)
- 2007 Martell-Val Martello – 10. (bieg indywidualny), 16. (sprint), 20. (bieg pościgowy), 7. (sztafeta)

### Mistrzostwa świata
- 2008 Östersund – 51. (bieg indywidualny), 75. (sprint), 19. (sztafeta)
- 2009 P'yŏngch'ang – 45. (bieg indywidualny), 66. (sprint), 16. (sztafeta mieszana), 9. (sztafeta)
- 2012 Ruhpolding – 47. (bieg indywidualny), 51. (sprint), 18. (sztafeta mieszana), 13. (sztafeta)

### Puchar Świata

#### Miejsca w klasyfikacji generalnej
| Sezon     | Miejsce |
| --------- | ------- |
| 2009/2010 | 86.     |
| 2010/2011 | 86.     |
| 2011/2012 | 51.     |